# Riek Stienstra
Hendrika (Riek) Stienstra (Boornbergum, 24 december 1942 – Molenend, 20 november 2007) was directeur van de Schorer stichting en een belangrijk voorvechtster van de Nederlandse homo-emancipatie. Ze was ridder in de Orde van Oranje-Nassau.

## Jeugd
Riek Stienstra was de dochter van Jan Stienstra en Niesje Bouwman. Zij wist al sinds jonge leeftijd dat ze op vrouwen viel, en kwam daar openlijk voor uit.

## Werk
Stienstra werd opgeleid als maatschappelijk werker en voordat ze bij de Schorer stichting begon was ze directeur van de Sociale Academie in Amsterdam. Later was ze naast haar werk voor de stichting actief als penningmeester van de Stichting Lesbische en Homostudies en bij het Garantiefonds van Mama Cash.

### Schorer stichting
Stienstra was van 1974 tot 2002 directeur van de Schorer stichting. De stichting verleende hulp aan lesbische vrouwen en homomannen. Stienstra was eerste homoseksuele directeur van de stichting, die tot dan toe het aannemen van homoseksuele werknemers had vermeden uit angst dat die “te emotioneel betrokken” zouden zijn. In haar sollicitatie vermeldde Stienstra echter trots dat zij zelf homofiel was en vandaar extra affiniteit met het onderwerp had.
De loopbaan van Stienstra werd vooral getekend door de HIV/aids epidemie van de jaren 80, die velen (vooral homomannen) het leven kostte. Zij liet zich niet afschrikken door de chaos die de epidemie creëerde en organiseerde verschillende initiatieven om de ziekte te bestrijden. Stienstra staat vooral bekend om de nadruk die ze legde op psychologische hulp aan de zieken. Ze introduceerde een buddy-systeem vanuit San Francisco, en het Nederlandse model zou later over de hele worden overgenomen.
Onder de leiding van Stienstra groeide de Schorer stichting uit tot een stichting met meer dan 40 medewerkers en 200 vrijwilligers (waaronder buddy's) en werd daarmee de grootste gezondheidsinstelling voor lesbische vrouwen en homomannen in Europa.

## Overlijden
Riek Stienstra overleed in 2007 in Friesland aan de gevolgen van darmkanker. In haar naam werd in 2008 door Mama Cash en Hivos het Riek Stienstra Fonds opgericht, dat financiële hulp biedt aan (internationale) organisaties die zich inzetten voor lhbt-gemeenschappen en individuen.